# 저우탕하오
주탕호(중국어: 周湯豪, 병음: Zhōu Tāngháo 저우탕하오[*], 영어: Nick Chou, 1988년 8월 2일 ~ )은 중화민국의 가수이자 배우이다.

## 음반 목록
정규 음반
- 2010년: 주탕호 (음반)
- 2012년: S.N.G